# Nelli Cooman
Nelli Fiere-Cooman, właśc. Cornelli Antoinette Hariëtte Cooman (ur. 6 czerwca 1964 w Paramaribo) – holenderska sprinterka surinamskiego pochodzenia, biegaczka na 60 m, dwukrotna olimpijka.
Wielkie sukcesy w hali zaczęła odnosić od 1985, kiedy wygrała halowe mistrzostwa Europy w Paryżu. Łącznie w swojej karierze sześciokrotnie sięgała po ten tytuł (1985, 1986, 1987, 1988, 1989 i 1994), a dwa razy zdobyła brązowy medal (1984 i 1990). Jako jedyna w historii była mistrzynią świata na 60 m dwa razy z rzędu (w Indianapolis 1987 i w Budapeszcie 1989). Jej wyczyn powtórzyła dopiero Jamajka Veronica Campbell-Brown, wygrywając mistrzostwa świata w 2010 i 2012 roku. W 1986 zdobyła brąz na 100 m podczas mistrzostw Europy. W latach 1986–1992 była rekordzistką świata w biegu na 60 m (7,00 s); do dziś jest to dziewiąty wynik w historii i aktualny rekord Holandii, Cooman do 2014 była rekordzistką Holandii w biegu na 100 metrów (11,08). W 1986 została wybrana najlepszą sportsmenką Holandii. Zakończyła karierę w 1995.